# ریچارد گریکو
ریچارد گریکو (انگلیسی: Richard Grieco؛ زادهٔ ۲۳ مارس ۱۹۶۵) هنرپیشه، صداپیشه و خواننده اهل ایالات متحده آمریکا است.
از فیلم‌ها یا برنامه‌های تلویزیونی که وی در آن نقش داشته‌است می‌توان به ورونیکا مارس، شبی در راکسبری، بوس بوس بنگ بنگ، ثور توانا، بزهکاران، فراموشش کن، به نظر می‌رسد می‌تواند بکشد و خیابان جامپ شماره ۲۲ اشاره کرد.